# Malval
Malval era un comune francese di 46 abitanti situato nel dipartimento della Creuse nella regione della Nuova Aquitania. Il 1º gennaio 2019 si è fuso con Linard per costituire il nuovo comune di Linard-Malval di cui è comune delegato.

## Società

### Evoluzione demografica
Abitanti censiti